# Kostel svatého Františka (Porto)
Kostel svatého Františka (portugalsky Igreja de São Francisco) je gotická památka portugalského Porta. Je známá svou barokní vnitřní výzdobou. Nachází se v historickém centru města, zapsaného na seznamu světového dědictví UNESCO.

## Historie
Františkánský řád se v Portu usadil kolem roku 1223. Zpočátku si znepřátelil sekulární duchovenstvo i členy jiných náboženských institucí, zejména biskupa z Porta. Bylo zapotřebí až papežské buly, Bulla Doelentis accepimus od papeže Inocence V., aby se františkánům vrátil pozemek, který jim byl předtím darován. Svůj klášter a první malý kostel zasvěcený svatému Františku z Assisi začali stavět kolem roku 1244.
V roce 1383 začali františkáni pod patronací krále Ferdinanda I. stavět prostornější kostel. Jeho stavba byla dokončena kolem roku 1425 a měla relativně jednoduchou gotickou podobu, typickou pro žebravé řády v Portugalsku. Charakter stavby od té doby nebyl výrazně změněn, díky čemuž je tento kostel nejlepším příkladem gotické architektury v Portu.

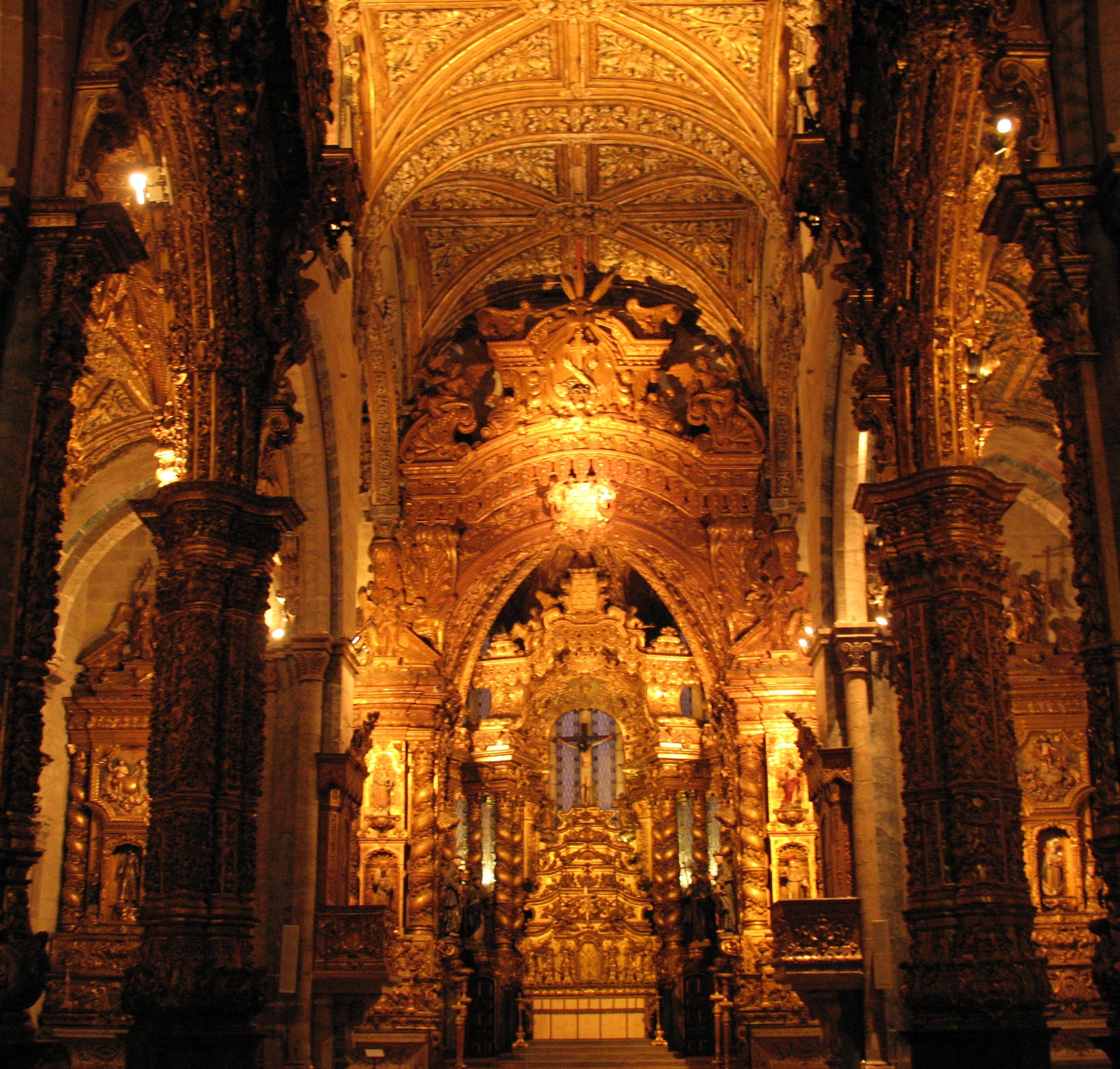
Interiér směrem k hlavnímu oltáři

Během 15. a 16. století si některé prominentní portské rody kostel zvolily pro své kaple. Pozoruhodným příkladem je kaple sv. Jana Křtitele, postavená ve třicátých letech 16.. století pro rodinu Carneirů v manuelském stylu, portugalské pozdní gotice. Hlavní část umělecké výzdoby interiérů proběhla v barokním stylu během první poloviny 18.. století, kdy byla většina povrchů vnitřku kostela včetně zdí, pilířů, bočních kaplí i stropu pokryta portugalskými zlacenými dřevořezbami (talha dourada). Zvláště pozoruhodné je množství barokních oltářů, které patří k nejlepším v Portugalsku. Proto je kostel od roku 1910 chráněn jako národní památka Portugalska.
Požár, způsobený obléháním Porta v roce 1832, zničil starý klášter. Na jeho místě vznikl Burzovní palác, velkolepý příklad klasicistní architektury 19. století.

## Umění

### Exteriér a půdorys
Hlavní průčelí františkánského kostela zdobí velké, propracované rozetové okno v gotickém stylu. Jedná se o jedinou původní výzdobu hlavního průčelí. Západní portál je dnes typickým barokním dílem, uspořádaným do dvou pater, s kroucenymi sloupy a sochou sv. Františka.
Jižní portál, obrácený k řece, je stále gotický. Portál je předsazený z průčelí a má trojúhelníkový štít zdobený pentagramem a gotickou archivoltou; vnitřní římsa je zdobena arkádovým reliéfem mudéjarského (islámem ovlivněného) stylu.
Kostel je trojlodní, přičemž střední loď je nejvyšší. Na východní straně kostela je příčná loď a apsida se třemi kaplemi. Prostor křížení osvětlují velká okna z ramen příčné lodi i z kněžiště (tzv. hlavní kaple) a také malé rozetové okénko nad hlavní kaplí s kružbami ve tvaru pentagramu.

### Interiér
Polychromovaná žulová socha Františka z Assisi ze 13. století, stojící uvnitř kostela na barokním oltáři poblíž vchodu, je pozůstatkem prvního kostela svatého Františka, který byl po roce 1383 nahrazen dnešní stavbou.
Během 15. a 16.. století si několik šlechtických rodů vybralo kostel svatého Františka jako místo rodové kaple. Nedaleko vchodu se nachází stará kaple rodiny Luíse Álvarese de Sousa se zajímavým gotickým portálem zdobeným erbem a dedikačním nápisem. V kapli je dnes barokní oltář.
Další kaple je zasvěcená svatému Janu Křtiteli (São João Baptista) a postavená kolem roku 1534 v pravém rameni transeptu pro rod Joãa Carneira. Architekt Diogo de Castilho navrhl krásný portál a na stropě je složitá žebrová klenba v manuelském stylu. Na barokním oltáři kaple je oltářní obraz ze 16. století představující Kristův křest. Ze 16. století je v kostele také pěkný renesanční náhrobek, zasazený do zdi.

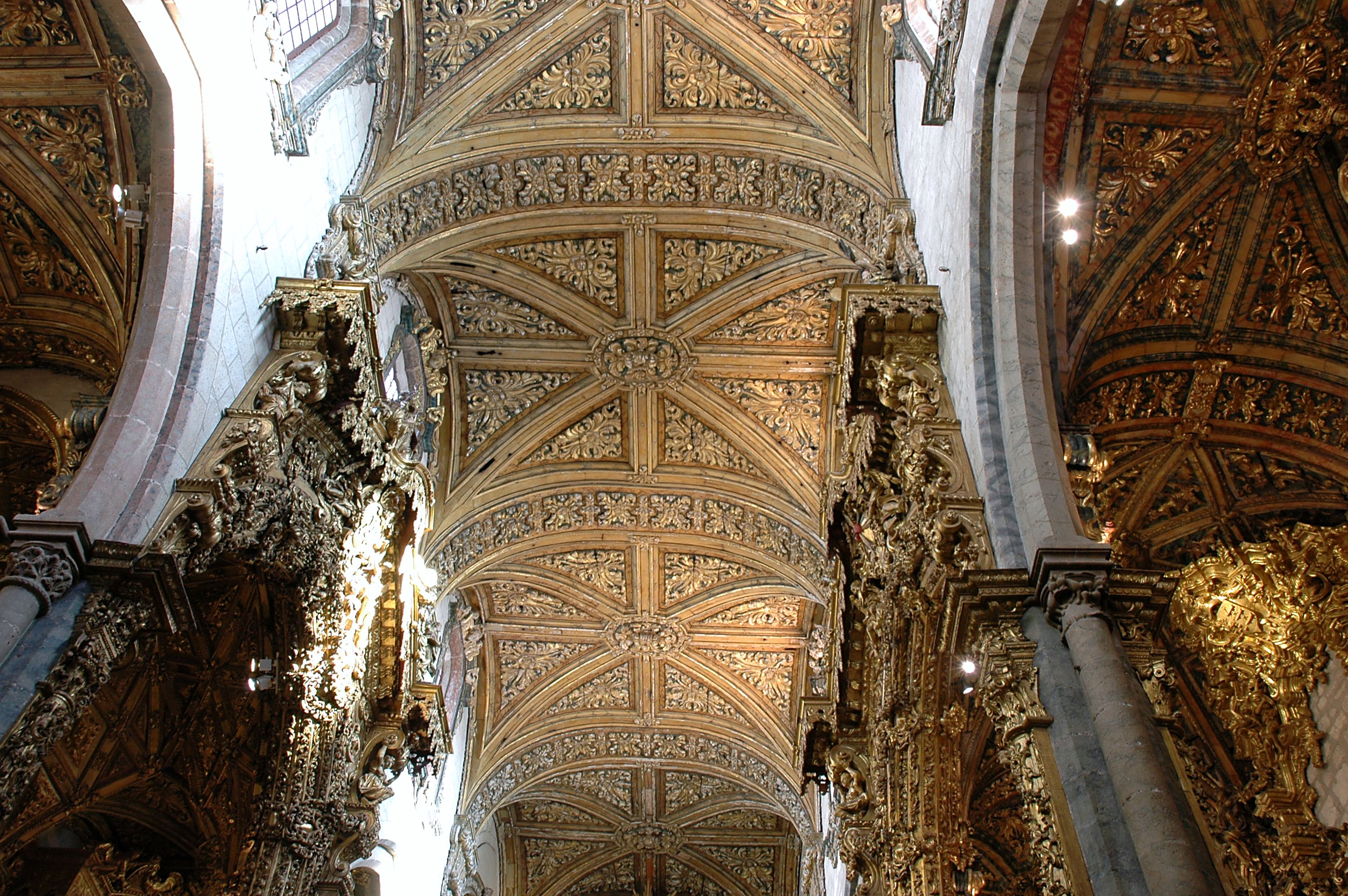
Strop a sloupy

Na počátku 18. století několik portugalských řezbářů vyzdobilo interiér bujnými dekoracemi z pozlacených dřevořezeb (talha dourada). Toto dekorativní bohatství je nejpozoruhodnějším rysem františkánského kostela, pokrývá téměř úplně stropy lodí, pilíře, okenní rámy i kaple a zakrývá středověkou architekturu. Přestože barokní nádhera úplně neladí se strohostí gotické stavby, je považována za jednu z nejlepších výzdob typu talha dourada v Portugalsku.
Z oltářů je zvláště důležitý ten v severní boční lodi, který zobrazuje „Strom Jesse“. Polychromovanou dřevořezbu zhotovili Filipe da Silva a António Gomes, jak je uvedeno ve smlouvě z roku 1718. Dílo představuje rodokmen Ježíše s dvanácti judskými králi spojenými větvemi stromu s ležícím tělem Jišaje (Jesseho). Na vrcholu stromu je sv. Josef pod obrazem Panny Marie s Ježíškem. Výklenky lemující tento strom obsahují sochy sv. Anny a sv. Jáchima (rodičů Panny Marie) a čtyř františkánských teologů, kteří psali o Neposkvrněném početí.
Konkrétně jsou řezbářské práce dílem těchto autorů:
- Hlavní kaple v kněžišti: António Gomes (1683), Domingos Nunes (1683–84), tribuna a trůn Filipe da Silva (1687)
- Rámy a dva panely: Filipe da Silva (1689–90)
- Oltář svaté Alžběty Uherské: João da Costa (1690–1691)
- Kaple Panny Marie Neposkvrněné: António Gomes (1717)
- Oltář svaté Růženy z Viterba: António Gomes (1718)
- Oltář Stromu Jesse: António Gomes a Filipe da Silva (1718)
- Kaple svatého Antonína: Luís Pereira da Costa (1724)
- Oltář Panny Marie Růžencové (neboli Růžencová Madona otroků): Manuel da Costa Andrade (1740)
- Oltář Panny Marie Milostné: Manuel da Costa Andrade (1743)
- Různé řezbářské práce (lišty, dveře) a jeden oltář: José Teixeira Guimarães (1746–1749)
- Oltář Zvěstování Panně Marii: Manuel Pereira da Costa Noronha (1750)
- Oltář Panny Marie Neposkvrněné (Svatých mučedníků marockých): Manuel Pereira da Costa Noronha (1750)
- Oltář kaple Panny Marie Osamělé: Francisco Pereira Campanhã (1764)[3]

Významný umělec zlatého řezbářství Miguel Francisco da Silva, jehož práce v kostele nejsou doloženy, byl v roce 1750 v kostele pohřben. Na zadní empoře stojí při boční stěně typické barokní iberské varhany s horizontálními jazykovými píšťalami.
Kostel se využívá již jen ke kulturním, nikoli náboženským účelům. Je přístupný veřejnosti. Obklopují jej další památky, jako je klasicistní kostel Terciářů sv. Františka z 18. století a Expediční dům, ve kterém se nachází muzeum a zajímavý barokní interiér. Dalším pozoruhodným příkladem výzdoby z pozlaceného dřeva v Portu je interiér kostela sv. Kláry.

Interiér
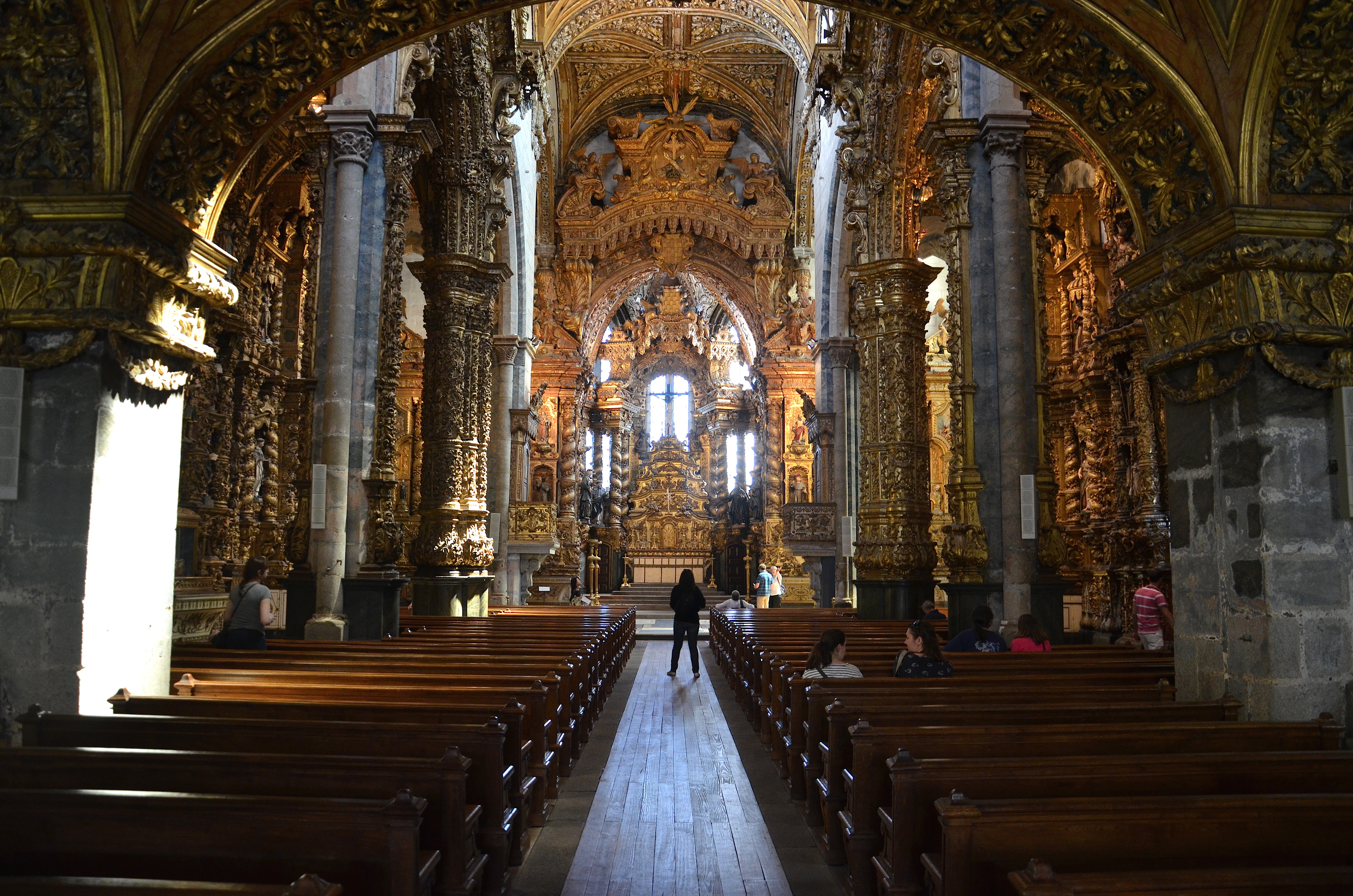
Pohled od vchodu k hlavnímu oltáři
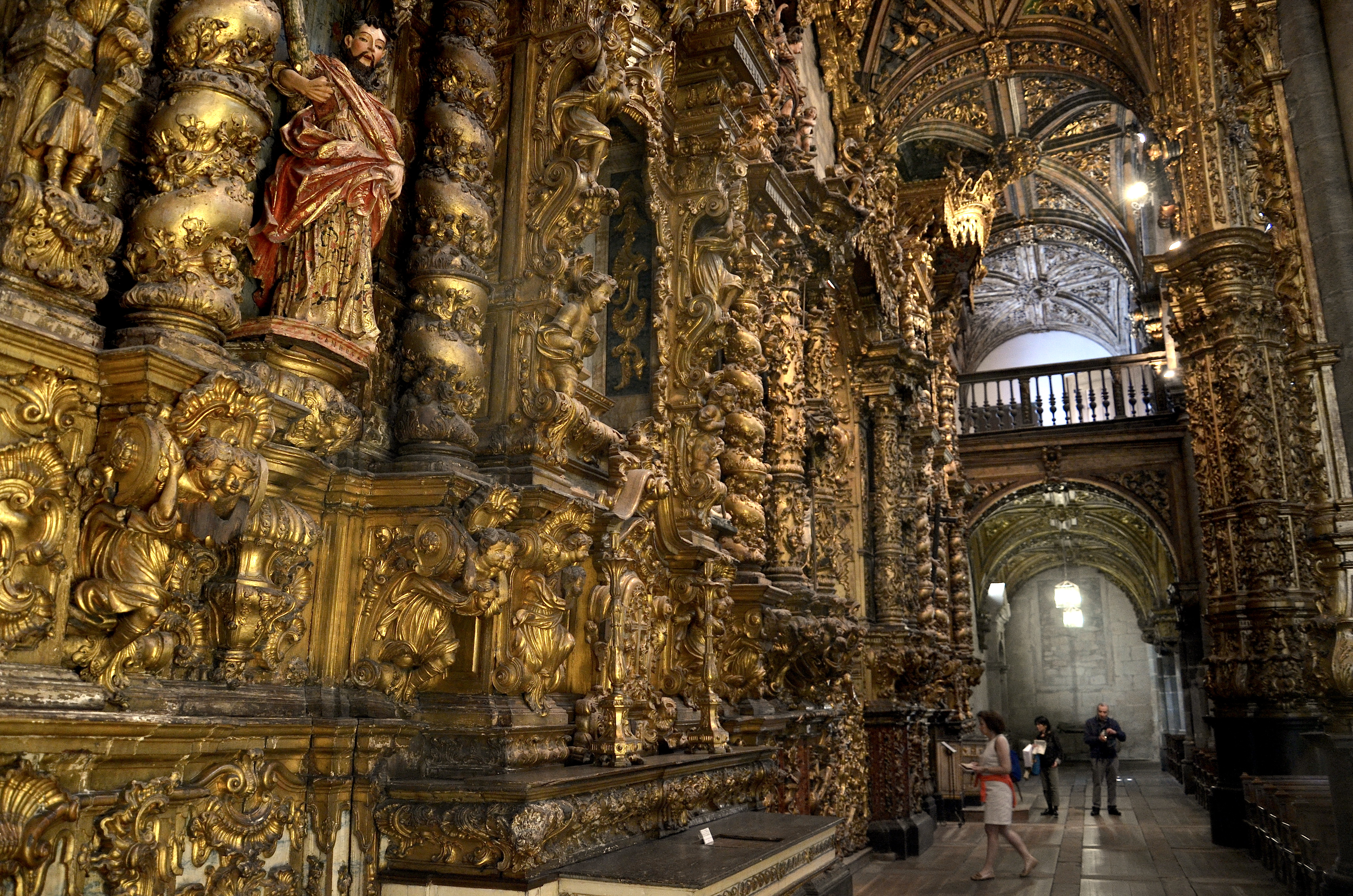
Pravá boční stěna
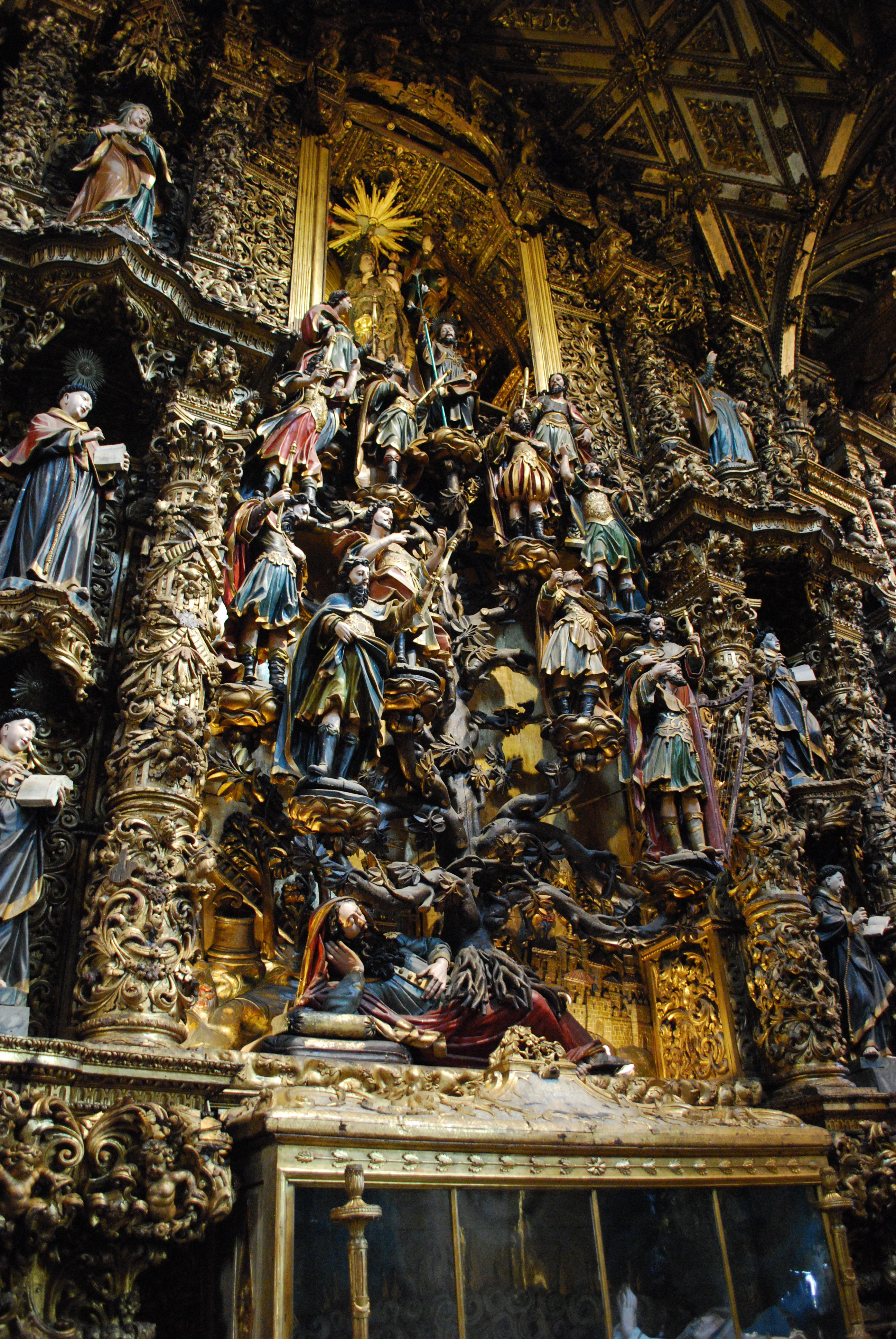
Strom Jesse
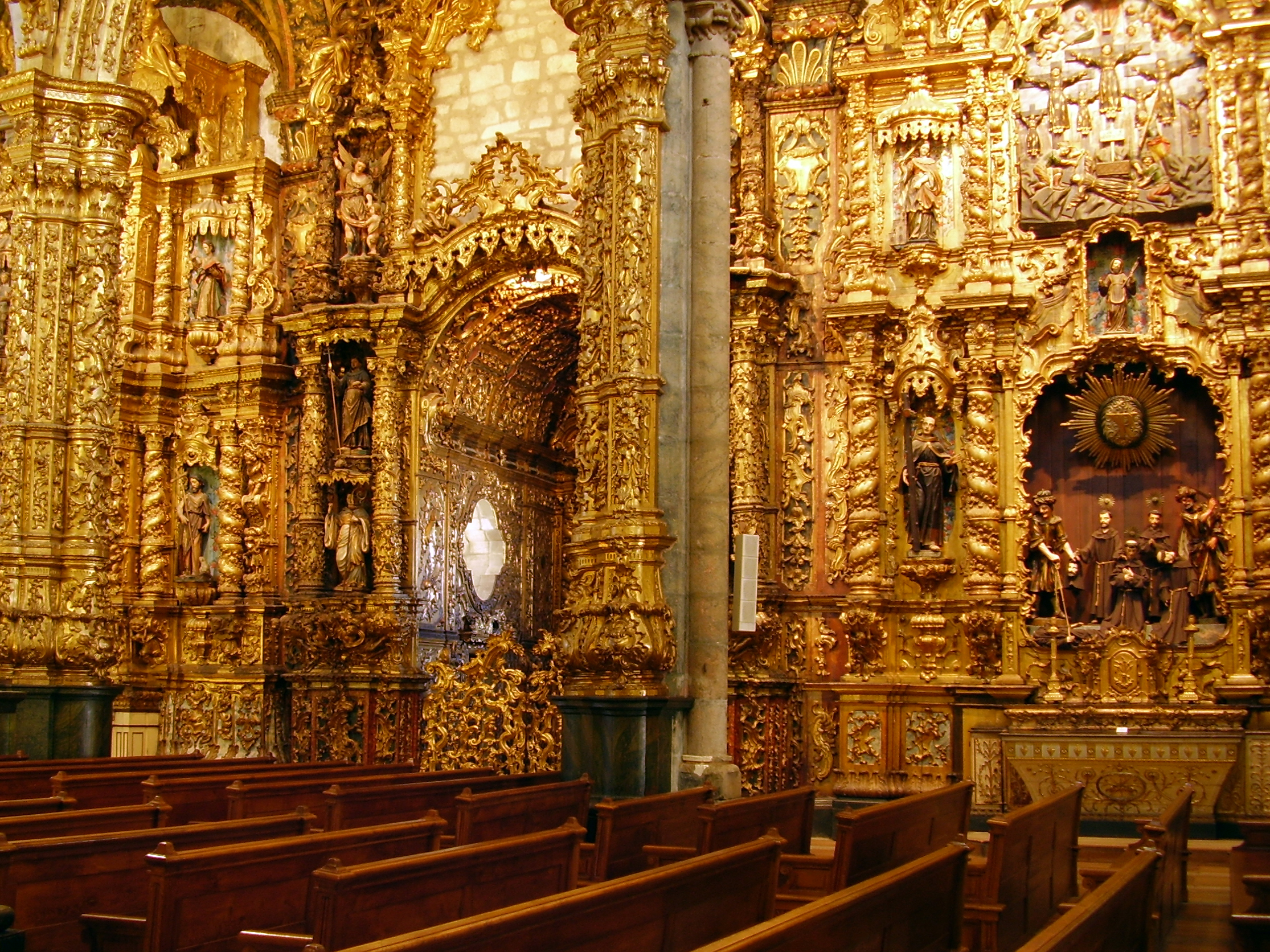
Pravé boční kaple
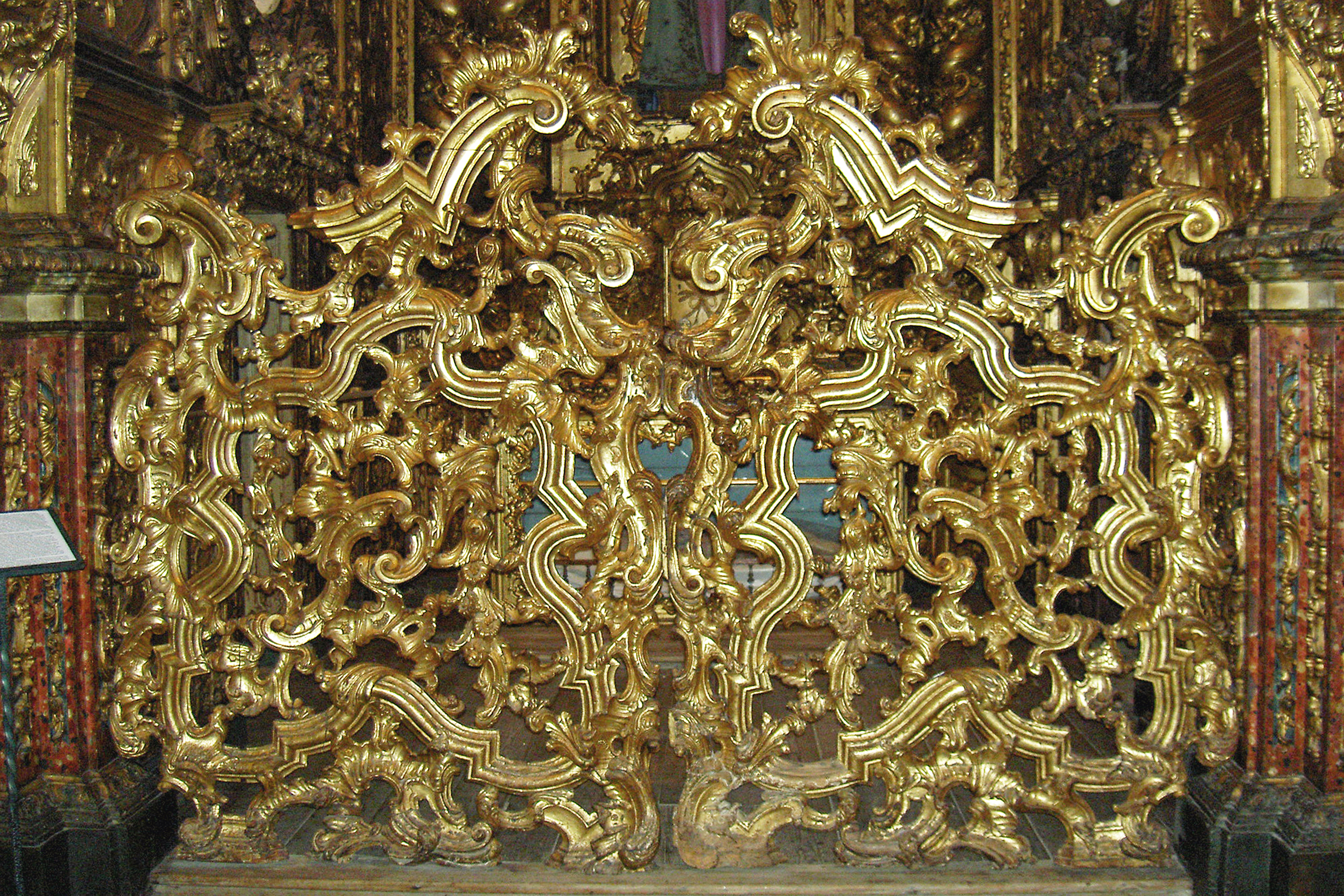
Rokokové mříže před kaplí Panny Marie Osamělé
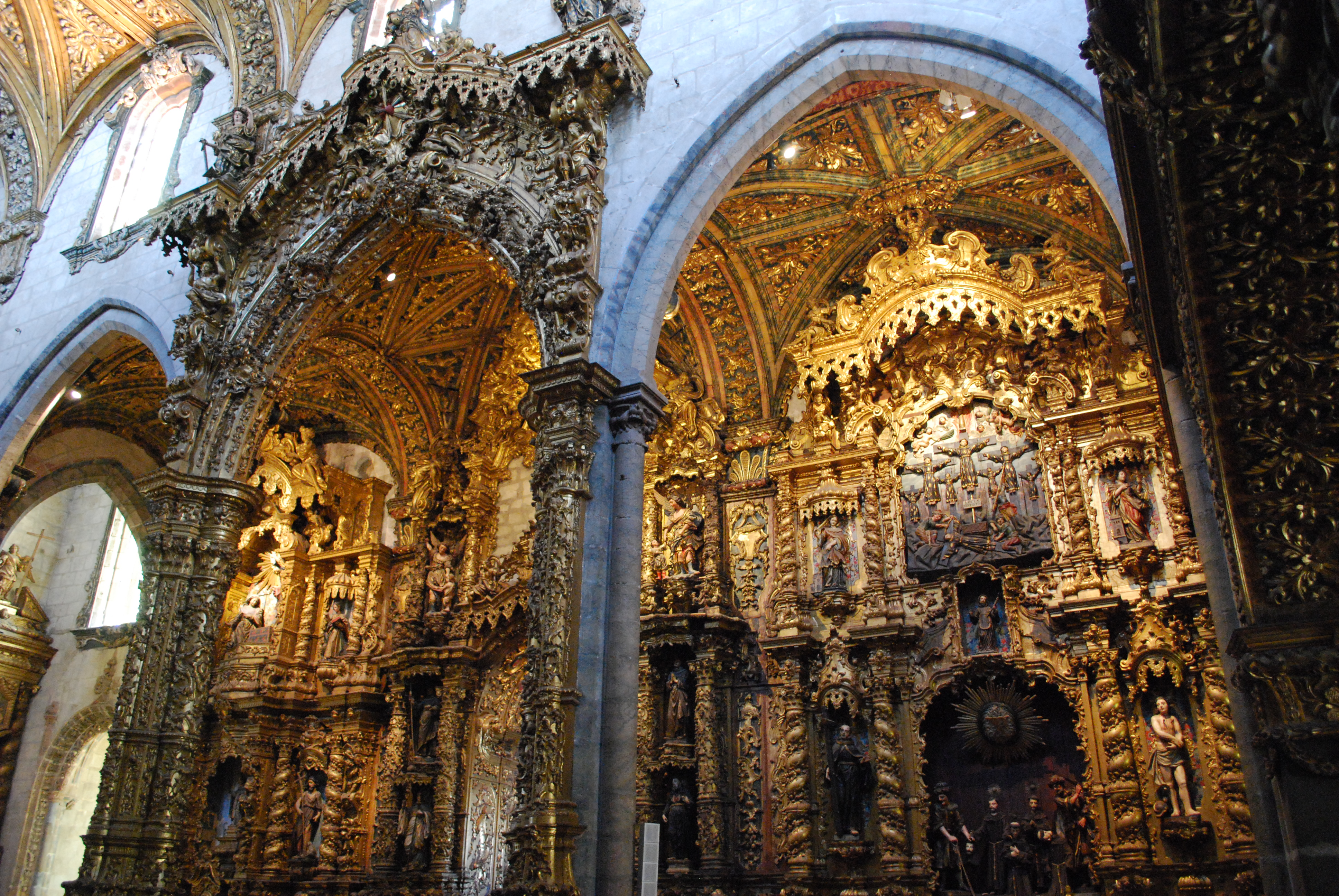
Pravé boční oltáře
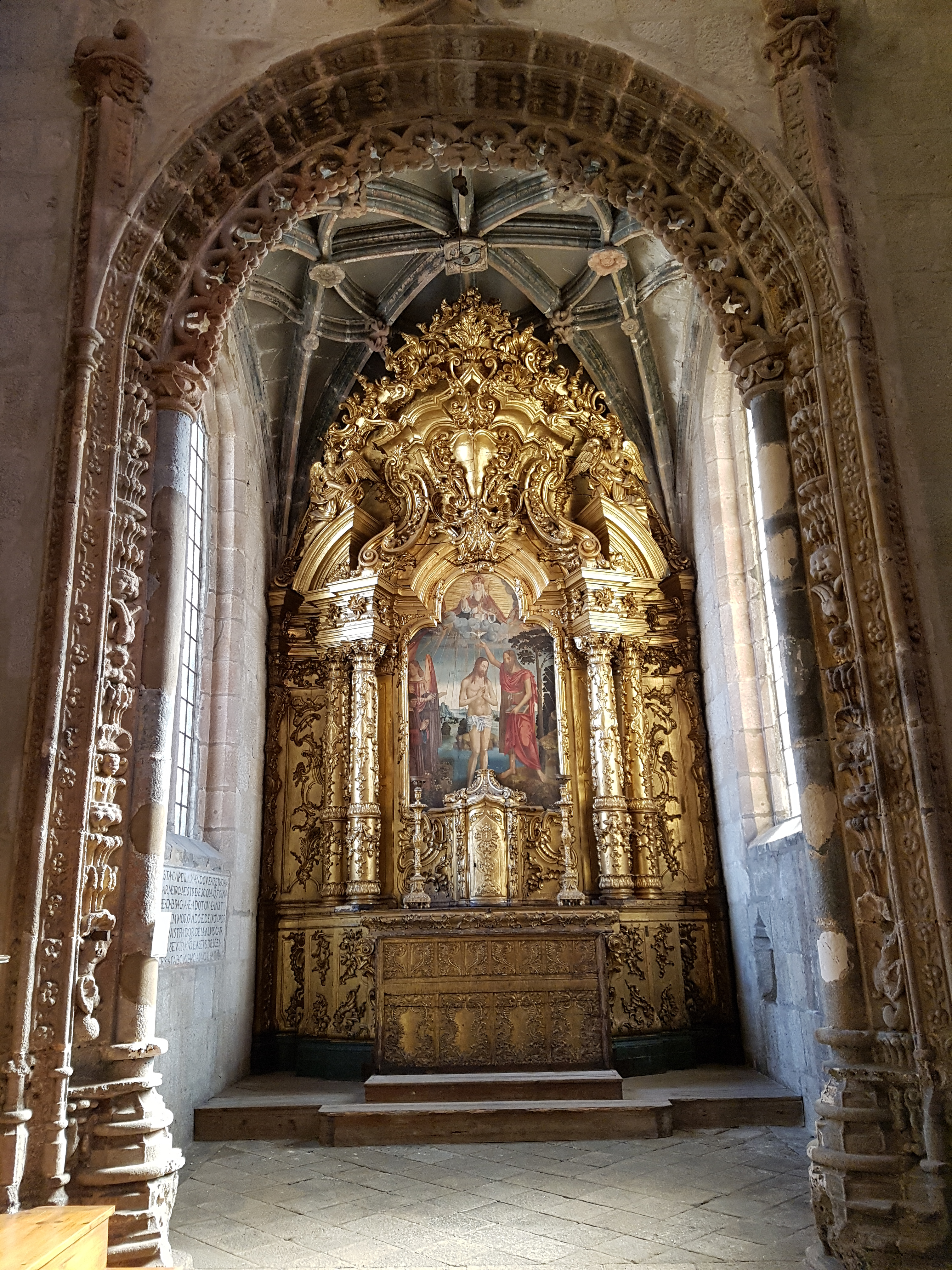
Kaple Jana Křtitele s manuelinským vítězným obloukem
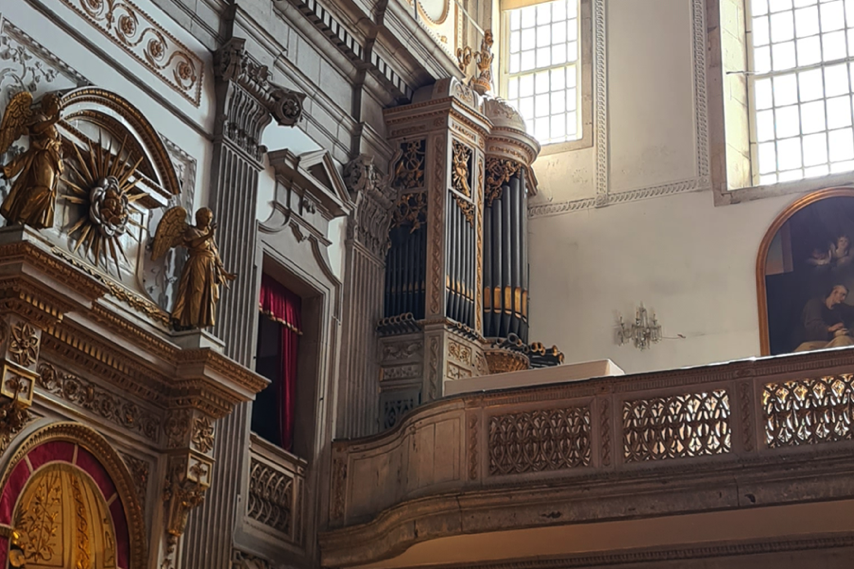
Malé varhany v kapli